# Nuevo Jataté
Nuevo Jataté är en ort i Mexiko.   Den ligger i kommunen Ocosingo och delstaten Chiapas, i den sydöstra delen av landet, 800 km öster om huvudstaden Mexico City. Nuevo Jataté ligger 1 212 meter över havet och antalet invånare är 142.
Terrängen runt Nuevo Jataté är lite bergig. Runt Nuevo Jataté är det ganska glesbefolkat, med 38 invånare per kvadratkilometer. Närmaste större samhälle är Ocosingo, 14,0 km norr om Nuevo Jataté. I omgivningarna runt Nuevo Jataté växer i huvudsak städsegrön lövskog.